# Wangshan-Bambustexte
Die Wangshan-Bambustexte (chinesisch 望山楚簡, Pinyin Wangshan Chujian bzw. Wangshan Chu jian, englisch Chu Bamboo Slips from Wangshan) wurden 1965 in einem Grab im Dorf Wangshan (望山村) der Großgemeinde Chuandian (川店镇) des damaligen Kreises Jiangling (江陵县) in der chinesischen Provinz Hubei entdeckt. Es handelt sich um über 270 Bambusstreifen aus der späten Zeit der Streitenden Reiche. Sie berichten über Divination und Opfer. Nach einer administrativen Reform vom 29. September 1994 gehört der Fundort seitdem nicht mehr zum Kreis Jiangling, sondern zum Stadtbezirk Jingzhou (荆州区) der bezirksfreien Stadt Jingzhou.

## Ausgabe
- Hubei sheng wenwu kaogu yanjiu suo 湖北省文物考古研究所 und Beijing daxue zhongwenxi 北京大学中文系: Wangshan Chujian 望山楚简. Beijing: Zhonghua shuju 1995; ISBN 7-101-01431-3